# Список Героев Советского Союза (Вологодская область)
Список уроженцев и жителей Вологодской области, удостоенных звания Герой Советского Союза.
- Представлены все лица, в том числе удостоенные звания несколько раз.
- Серым цветом выделены дважды Герои.

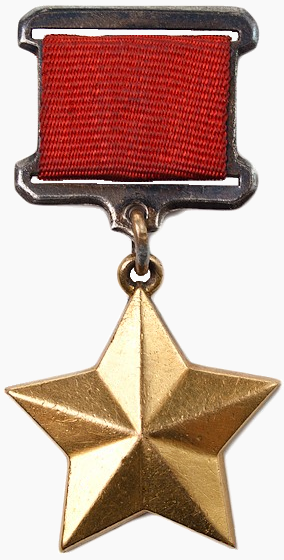
Медаль «Золотая Звезда» — вручалась Героям Советского Союза

| №   | Фамилия, Имя Отчество               | Дата рождения | Звание                                  | Дата присвоения                                               |
| --- | ----------------------------------- | ------------- | --------------------------------------- | ------------------------------------------------------------- |
| 1   | Аверин, Николай Степанович          | 25.07.1908    | Рядовой                                 | Звание Героя Советского Союза присвоено 24 марта 1945 года    |
| 2   | Амосов, Александр Иванович          | 14.09.1918    | Лейтенант                               | Звание Героя Советского Союза присвоено 2 августа 1944 года   |
| 3   | Андреев, Александр Васильевич       | 04.03.1921    | Гвардии младший лейтенант               | Звание Героя Советского Союза присвоено 31 мая 1945 года      |
| 4   | Артамонов, Алексей Алексеевич       | 1916          | Лейтенант                               | Звание Героя Советского Союза присвоено 27 августа 1942 года  |
| 5   | Артемьев, Николай Михайлович        | 02.01.1921    | Рядовой                                 | Звание Героя Советского Союза присвоено 30 октября 1943 года  |
| 6   | Афанасьев, Анатолий Георгиевич      | 07.06.1912    | Гвардии полковник                       | Звание Героя Советского Союза присвоено 21 июня 1944 года     |
| 7   | Бабкин, Иван Васильевич             | 23.09.1914    | Гвардии старший сержант                 | Звание Героя Советского Союза присвоено 9 февраля 1944 года   |
| 8   | Баданин, Василий Иванович           | 14.03.1920    | Гвардии рядовой                         | Звание Героя Советского Союза присвоено 19 марта 1944 года    |
| 9   | Барболин, Николай Степанович        | 01.03.1922    | Гвардии старший сержант                 | Звание Героя Советского Союза присвоено 26 октября 1943 года  |
| 10  | Бахвалов, Валентин Николаевич       | 16.10.1913    | Гвардии майор                           | Звание Героя Советского Союза присвоено 31 мая 1945 года      |
| 11  | Беляев, Иван Потапович              | 12.01.1924    | Лейтенант                               | Звание Героя Советского Союза присвоено 24 марта 1945 года    |
| 12  | Беляев, Ириней Фёдорович            | 23.08.1914    | Капитан                                 | Звание Героя Советского Союза присвоено 5 мая 1991 года       |
| 13  | Беляев, Павел Иванович              | 26.06.1925    | Полковник, Лётчик-космонавт СССР        | Звание Героя Советского Союза присвоено 23 марта 1965 года    |
| 14  | Берестовенко, Михаил Парфирович     | 19.10.1921    | Лейтенант                               | Звание Героя Советского Союза присвоено 21 июля 1944 года     |
| 15  | Богатырев, Василий Васильевич       | 05.02.1922    | Гвардии лейтенант                       | Звание Героя Советского Союза присвоено 15 мая 1946 года      |
| 16  | Болтушкин, Александр Павлович       | 05.04.1904    | Гвардии старший сержант                 | Звание Героя Советского Союза присвоено 18 мая 1943 года      |
| 17  | Большаков, Никифор Григорьевич      | 1902          | Старший лейтенант                       | Звание Героя Советского Союза присвоено 15 января 1940 года   |
| 18  | Большаков, Сергей Петрович          | 03.12.1918    | Старший лейтенант                       | Звание Героя Советского Союза присвоено 23 мая 1945 года      |
| 19  | Быстров, Николай Игнатьевич         | 30.07.1922    | Старший лейтенант                       | Звание Героя Советского Союза присвоено 29 июня 1945 года     |
| 20  | Быстров, Сергей Михайлович          | 31.03.1911    | Младший командир – водитель танка       | Звание Героя Советского Союза присвоено 3 декабря 1936 года   |
| 21  | Васильев, Иван Петрович             | 02.08.1921    | Сержант                                 | Звание Героя Советского Союза присвоено 17 октября 1943 года  |
| 22  | Верняев, Анатолий Яковлевич         | 06.05.1920    | Гвардии старший лейтенант               | Звание Героя Советского Союза присвоено 13 марта 1944 года    |
| 23  | Вехин, Григорий Иванович            | 05.01.1901    | Гвардии генерал-майор                   | Звание Героя Советского Союза присвоено 29 мая 1945 года      |
| 24  | Власов, Михаил Константинович       | 24.10.1910    | Капитан                                 | Звание Героя Советского Союза присвоено 21 июля 1944 года     |
| 25  | Власов, Пётр Дмитриевич             | 25.07.1916    | Старший лейтенант                       | Звание Героя Советского Союза присвоено 1 ноября 1943 года    |
| 26  | Гаврилов, Пётр Иванович             | 01.1925       | Сержант                                 | Звание Героя Советского Союза присвоено 24 марта 1945 года    |
| 27  | Гладков, Борис Васильевич           | 25.12.1922    | Гвардии младший лейтенант               | Звание Героя Советского Союза присвоено 24 марта 1945 года    |
| 28  | Глухов, Дмитрий Андреевич           | 07.11.1906    | Капитан 3-го ранга                      | Звание Героя Советского Союза присвоено 22 января 1944 года   |
| 29  | Голубой, Александр Михайлович       | 13.12.1919    | Гвардии лейтенант                       | Звание Героя Советского Союза присвоено 18 августа 1945 года  |
| 30  | Голяков, Михаил Николаевич          | 19.11.1910    | Старший сержант                         | Звание Героя Советского Союза присвоено 22 февраля 1944 года  |
| 31  | Гущин, Павел Фёдорович              | 13.10.1924    | Лейтенант                               | Звание Героя Советского Союза присвоено 24 марта 1945 года    |
| 32  | Данилов, Степан Павлович            | 15.12.1909    | Генерал-майор авиации                   | Звание Героя Советского Союза присвоено 17 ноября 1939 году   |
| 33  | Дидок, Яков Терентьевич             | 05.03.1925    | Гвардии рядовой                         | Звание Героя Советского Союза присвоено 23 сентября 1944 года |
| 34  | Долгов, Владимир Константинович     | 28.03.1916    | Гвардии лейтенант                       | Звание Героя Советского Союза присвоено 24 марта 1945 года    |
| 35  | Жуков, Михаил Петрович              | 10.11.1917    | Младший лейтенант                       | Звание Героя Советского Союза присвоено 8 июля 1941 года      |
| 36  | Задорин, Николай Степанович         | 1908          | Старший лейтенант                       | Звание Героя Советского Союза присвоено 29 августа 1939 года  |
| 37  | Иванов, Василий Николаевич          | 07.03.1906    | Полковник                               | Звание Героя Советского Союза присвоено 31 мая 1945 года      |
| 38  | Иванов, Василий Николаевич          | 1925          | Рядовой                                 | Звание Героя Советского Союза присвоено 17 ноября 1943 года   |
| 39  | Иванов, Константин Александрович    | 08.01.1922    | Старший сержант                         | Звание Героя Советского Союза присвоено 22 февраля 1944 года  |
| 40  | Ивановский, Павел Иванович          | 03.11.1898    | Старший лейтенант                       | Звание Героя Советского Союза присвоено 20 мая 1940 года      |
| 41  | Ивин, Иван Александрович            | 1899          | Сержант                                 | Звание Героя Советского Союза присвоено 23 октября 1943 года  |
| 42  | Игошев, Александр Александрович     | 10.10.1915    | Младший лейтенант                       | Звание Героя Советского Союза присвоено 7 апреля 1940 года    |
| 43  | Каберов, Игорь Александрович        | 25.04.1917    | Гвардии капитан                         | Звание Героя Советского Союза присвоено 24 июля 1943 года     |
| 44  | Казаков, Михаил Ильич               | 26.10.1901    | Генерал армии                           | Звание Героя Советского Союза присвоено 21 февраля 1978 года  |
| 45  | Калачев, Владимир Николаевич        | 10.08.1910    | Майор                                   | Звание Героя Советского Союза присвоено 29 августа 1939 года  |
| 46  | Капустин, Пётр Иннокентьевич        | 04.09.1914    | Майор                                   | Звание Героя Советского Союза присвоено 27 февраля 1945 года  |
| 47  | Карташов, Алексей Александрович     | 18.02.1924    | Рядовой                                 | Звание Героя Советского Союза присвоено 23 октября 1943 года  |
| 48  | Квашнин, Иван Фирсович              | 1906          | Старший политрук                        | Звание Героя Советского Союза присвоено 21 марта 1940 года    |
| 49  | Киселёв, Рафаил Алексеевич          | 11.1912       | Старший лейтенант                       | Звание Героя Советского Союза присвоено 17 октября 1943 года  |
| 50  | Клинов, Игорь Петрович              | 1922          | Младший сержант                         | Звание Героя Советского Союза присвоено 24 марта 1945 года    |
| 51  | Клубов, Александр Фёдорович         | 18.01.1918    | Гвардии капитан                         | Дважды Герой Советского Союза (13.04.1944, 27.06.1945)        |
| 52  | Кокшаров, Иван Иванович             | 06.09.1919    | Гвардии старший сержант                 | Звание Героя Советского Союза присвоено 19 апреля 1945 года   |
| 53  | Конев, Иван Степанович              | 16.12.1897    | Маршал Советского Союза                 | Дважды Герой Советского Союза (29.07.1944, 01.06.1945)        |
| 54  | Колычев, Олег Федосеевич            | 05.06.1923    | Лейтенант                               | Звание Героя Советского Союза присвоено 24 марта 1945 года    |
| 55  | Коновалов, Андрей Павлович          | 20.05.1918    | Капитан                                 | Звание Героя Советского Союза присвоено 13 марта 1944 года    |
| 56  | Копылов, Василий Иванович           | 29.01.1906    | Капитан                                 | Звание Героя Советского Союза присвоено 15 мая 1946 года      |
| 57  | Кореляков, Алексей Николаевич       | 27.03.1926    | Рядовой                                 | Звание Героя Советского Союза присвоено 8 сентября 1945 года  |
| 58  | Кармановский, Иван Прокопьевич      | 11.04.1925    | Гвардии сержант                         | Звание Героя Советского Союза присвоено 10 апреля 1945 года   |
| 59  | Коряковский, Иван Сергеевич         | 18.10.1912    | Лейтенант                               | Звание Героя Советского Союза присвоено 15 сентября 1944 года |
| 60  | Костромцов, Пётр Степанович         | 22.07.1917    | Гвардии старший сержант                 | Звание Героя Советского Союза присвоено 22 июля 1944 года     |
| 61  | Котов, Николай Иванович             | 12.03.1918    | Старший сержант                         | Звание Героя Советского Союза присвоено 15 января 1944 года   |
| 62  | Котюнин, Василий Андреевич          | 1920          | Полковник                               | Звание Героя Советского Союза присвоено 19 апреля 1945 года   |
| 63  | Красник, Иван Яковлевич             | 20.01.1897    | Гвардии сержант                         | Звание Героя Советского Союза присвоено 25 сентября 1944 года |
| 64  | Крюков, Николай Васильевич          | 22.05.1907    | Майор                                   | Звание Героя Советского Союза присвоено 16 сентября 1941 года |
| 65  | Кузнецов, Александр Александрович   | 07.11.1915    | Гвардии капитан                         | Звание Героя Советского Союза присвоено 2 декабря 1942 года   |
| 66  | Кузнецов, Алексей Кириллович        | 12.03.1901    | Майор                                   | Звание Героя Советского Союза присвоено 22 февраля 1943 года  |
| 67  | Кузнецов, Николай Иванович          | 29.04.1922    | Старшина                                | Звание Героя Советского Союза присвоено 19 апреля 1945 года   |
| 68  | Кукушкин, Виктор Николаевич         | 16.06.1923    | Лейтенант                               | Звание Героя Советского Союза присвоено 25 октября 1943 года  |
| 68  | Ларионов, Георгий Петрович          | 1908          | Капитан                                 | Звание Героя Советского Союза присвоено 21 марта 1940 года    |
| 69  | Лебедев, Василий Петрович           | 30.04.1914    | Гвардии старший лейтенант               | Звание Героя Советского Союза присвоено 27 февраля 1945 года  |
| 70  | Лелеков, Александр Макарович        | 21.03.1902    | Старший сержант                         | Звание Героя Советского Союза присвоено 13 сентября 1944 года |
| 71  | Ловенецкий, Степан Александрович    | 26.10.1923    | Сержант                                 | Звание Героя Советского Союза присвоено 28 апреля 1945 года   |
| 72  | Лошков, Алексей Иванович            | 20.05.1917    | Младший командир                        | Звание Героя Советского Союза присвоено 21 марта 1940 года    |
| 73  | Луев, Иван Панкратьевич             | 05.08.1898    | Гвардии капитан                         | Звание Героя Советского Союза присвоено 24 марта 1945 года    |
| 74  | Макаров, Павел Александрович        | 10.11.1921    | Сержант                                 | Звание Героя Советского Союза присвоено 23 сентября 1944 года |
| 75  | Малоземов, Иван Прокопьевич         | 26.11.1921    | Гвардии лейтенант                       | Звание Героя Советского Союза присвоено 21 апреля 1943 года   |
| 76  | Малыгин, Василий Иванович           | 21.11.1905    | Майор                                   | Звание Героя Советского Союза присвоено 16 сентября 1941 года |
| 77  | Мамонов, Николай Васильевич         | 27.09.1919    | Подполковник                            | Звание Героя Советского Союза присвоено 24 марта 1945 года    |
| 78  | Маракасов, Анатолий Владимирович    | 15.04.1920    | Лейтенант                               | Звание Героя Советского Союза присвоено 29 октября 1943 года  |
| 79  | Матюгин, Иван Максимович            | 09.10.1907    | Подполковник                            | Звание Героя Советского Союза присвоено 30 октября 1943 года  |
| 80  | Мельников, Александр Иванович       | 18.12.1900    | Рядовой                                 | Звание Героя Советского Союза присвоено 13 сентября 1944 года |
| 81  | Меркурьев, Николай Иванович         | 06.12.1920    | Лейтенант                               | Звание Героя Советского Союза присвоено 31 мая 1945 года      |
| 82  | Моисеев, Николай Матвеевич          | 09.05.1901    | Гвардии ефрейтор                        | Звание Героя Советского Союза присвоено 15 января 1944 года   |
| 83  | Моченков, Леонид Иванович           | 21.04.1913    | Капитан                                 | Звание Героя Советского Союза присвоено 15 января 1944 года   |
| 84  | Мусинский, Николай Степанович       | 18.04.1921    | Лейтенант                               | Звание Героя Советского Союза присвоено 30 января 1943 года   |
| 85  | Мушников, Владимир Александрович    | 06.12.1923    | Сержант                                 | Звание Героя Советского Союза присвоено 22 февраля 1944 года  |
| 86  | Мякшин, Геннадий Александрович      | 27.01.1922    | Старшина                                | Звание Героя Советского Союза присвоено 24 марта 1945 года    |
| 87  | Никандров, Александр Михайлович     | 25.12.1912    | Мичман                                  | Звание Героя Советского Союза присвоено 14 сентября 1945 года |
| 88  | Новожилов, Иван Васильевич          | 09.10.1910    | Капитан                                 | Звание Героя Советского Союза присвоено 24 августа 1943 года  |
| 89  | Норицин, Пётр Михайлович            | 21.12.1903    | Младший сержант                         | Звание Героя Советского Союза присвоено 23 сентября 1943 года |
| 90  | Образцов, Борис Александрович       | 07.04.1923    | Гвардии старший лейтенант               | Звание Героя Советского Союза присвоено 10 октября 1951 года  |
| 91  | Обухов, Александр Григорьевич       | 05.10.1921    | Гвардии младший сержант                 | Звание Героя Советского Союза присвоено 23 июля 1944 года     |
| 92  | Орешков, Сергей Николаевич          | 20.06.1916    | Гвардии младший лейтенант               | Звание Героя Советского Союза присвоено 20 декабря 1943 года  |
| 93  | Очеленко, Владимир Николаевич       | 1922          | Младший сержант                         | Звание Героя Советского Союза присвоено 20 апреля 1945 года   |
| 94  | Павлов, Василий Михайлович          | 10.07.1904    | Гвардии рядовой                         | Звание Героя Советского Союза присвоено 18 мая 1943 года      |
| 95  | Павлов, Владимир Григорьевич        | 27.05.1921    | Гвардии старший лейтенант               | Звание Героя Советского Союза присвоено 19 августа 1944 года  |
| 96  | Павлов, Николай Никитович           | 13.11.1921    | Старший сержант                         | Звание Героя Советского Союза присвоено 13 ноября 1943 года   |
| 97  | Панкратов, Александр Константинович | 10.03.1917    | Младший политрук                        | Звание Героя Советского Союза присвоено 16 марта 1942 года    |
| 98  | Пахомов, Алексей Константинович     | 10.03.1912    | Гвардии полковник                       | Звание Героя Советского Союза присвоено 14 января 1952 года   |
| 99  | Пелевин, Александр Васильевич       | 29.06.1915    | Старший сержант                         | Звание Героя Советского Союза присвоено 29 июня 1945 года     |
| 100 | Петров, Николай Степанович          | 25.12.1922    | Гвардии лейтенант                       | Звание Героя Советского Союза присвоено 27 июня 1945 года     |
| 101 | Петухов, Николай Евгеньевич         | 23.03.1925    | Гвардии рядовой                         | Звание Героя Советского Союза присвоено 17 ноября 1943 года   |
| 102 | Пименов, Иван Иванович              | 25.01.1917    | Майор                                   | Звание Героя Советского Союза присвоено 24 марта 1945 года    |
| 103 | Полянский, Александр Александрович  | 1902          | Старший радист ледокола «Георгий Седов» | Звание Героя Советского Союза присвоено 3 февраля 1940 года   |
| 104 | Поросенков, Павел Фёдорович         | 25.09.1912    | Младший командир                        | Звание Героя Советского Союза присвоено 5 февраля 1940 года   |
| 105 | Преображенский, Георгий Николаевич  | 01.12.1897    | Генерал-майор                           | Звание Героя Советского Союза присвоено 16 мая 1944 года      |
| 106 | Преображенский, Евгений Николаевич  | 22.09.1909    | Генерал-полковник                       | Звание Героя Советского Союза присвоено 13 августа 1941 года  |
| 107 | Прокатов, Василий Николаевич        | 28.08.1923    | Сержант                                 | Звание Героя Советского Союза присвоено 31 марта 1943 года    |
| 108 | Прохоров, Иван Иванович             | 19.01.1926    | Гвардии рядовой                         | Звание Героя Советского Союза присвоено 27 февраля 1945 года  |
| 109 | Пьянков, Николай Алексеевич         | 12.11.1922    | Старший лейтенант                       | Звание Героя Советского Союза присвоено 24 марта 1945 года    |
| 110 | Рогозин Владимир Алексеевич         | 02.03.1925    | Младший сержант                         | Звание Героя Советского Союза присвоено 23 сентября 1944 года |
| 111 | Румянцев, Александр Андреевич       | 19.08.1922    | Лейтенант                               | Звание Героя Советского Союза присвоено 30 октября 1943 года  |
| 112 | Сазонов, Рим Михайлович             | 1917          | Майор                                   | Звание Героя Советского Союза присвоено 10 апреля 1945 года   |
| 113 | Самарин, Михаил Андреевич           | 03.11.1914    | Капитан                                 | Звание Героя Советского Союза присвоено 29 октября 1943 года  |
| 114 | Сапожников, Алексей Павлович        | 30.03.1915    | Гвардии старший лейтенант               | Звание Героя Советского Союза присвоено 24 марта 1945 года    |
| 115 | Серков, Иван Иванович               | 05.12.1919    | Старший лейтенант                       | Звание Героя Советского Союза присвоено 27 февраля 1945 года  |
| 116 | Сироткин, Юрий Иванович             | 13.09.1922    | Старший лейтенант                       | Звание Героя Советского Союза присвоено 31 мая 1945 года      |
| 117 | Смирнов, Александр Фёдорович        | 01.07.1906    | Майор                                   | Звание Героя Советского Союза присвоено 24 марта 1945 года    |
| 118 | Смирнов, Клавдий Константинович     | 02.1915       | Сержант                                 | Звание Героя Советского Союза присвоено 19 марта 1944 года    |
| 119 | Смирнов, Фёдор Андреевич            | 22.02.1914    | Старший лейтенант                       | Звание Героя Советского Союза присвоено 24 марта 1945 года    |
| 120 | Сорокин, Михаил Иванович            | 23.02.1918    | Гвардии лейтенант                       | Звание Героя Советского Союза присвоено 26 октября 1943 года  |
| 121 | Стебенёв, Фёдор Александрович       | 03.10.1899    | Полковник                               | Звание Героя Советского Союза присвоено 24 марта 1945 года    |
| 122 | Стеблев, Александр Фёдорович        | 05.05.1918    | Рядовой                                 | Звание Героя Советского Союза присвоено 7 апреля 1940 года    |
| 123 | Стружкин, Иван Васильевич           | 11.04.1914    | Капитан                                 | Звание Героя Советского Союза присвоено 21 июля 1942 года     |
| 124 | Сугрин, Валентин Васильевич         | 04.04.1922    | Гвардии старший лейтенант               | Звание Героя Советского Союза присвоено 18 августа 1945 года  |
| 125 | Тихов, Анатолий Устинович           | 1919          | Старший лейтенант                       | Звание Героя Советского Союза присвоено 26 октября 1944 года  |
| 126 | Тихонов, Николай Викторович         | 04.12.1914    | Капитан                                 | Звание Героя Советского Союза присвоено 4 февраля 1944 года   |
| 127 | Тяпушкин, Алексей Александрович     | 14.09.1919    | Сержант                                 | Звание Героя Советского Союза присвоено 24 марта 1945 года    |
| 128 | Угловский, Анатолий Ефимович        | 24.07.1923    | Рядовой                                 | Звание Героя Советского Союза присвоено 4 июня 1944 года      |
| 129 | Угловский, Михаил Николаевич        | 19.11.1911    | Гвардии майор                           | Звание Героя Советского Союза присвоено 21 сентября 1943 года |
| 130 | Уланов, Илья Евстафьевич            | 15.08.1911    | Капитан                                 | Звание Героя Советского Союза присвоено 10 января 1944 года   |
| 131 | Фарунцев, Борис Николаевич          | 22.09.1915    | Рядовой                                 | Звание Героя Советского Союза присвоено 16 октября 1943 года  |
| 132 | Фёдоров, Тимофей Васильевич         | 20.06.1915    | Сержант                                 | Звание Героя Советского Союза присвоено 5 октября 1944 года   |
| 133 | Фомичев, Павел Никитович            | 15.07.1912    | Старший лейтенант                       | Звание Героя Советского Союза присвоено 24 декабря 1943 года  |
| 134 | Фролов, Иван Николаевич             | 1918          | Рядовой                                 | Звание Героя Советского Союза присвоено 4 июня 1942 года      |
| 135 | Хабаров, Александр Григорьевич      | 24.11.1922    | Гвардии сержант                         | Звание Героя Советского Союза присвоено 10 января 1944 года   |
| 136 | Хватов, Иван Александрович          | 07.07.1921    | Лейтенант                               | Звание Героя Советского Союза присвоено 21 марта 1940 года    |
| 137 | Черепанов, Сергей Михайлович        | 16.07.1916    | Сержант                                 | Звание Героя Советского Союза присвоено 5 октября 1944 года   |
| 138 | Чернов, Василий Иванович            | 20.02.1915    | Гвардии младший лейтенант               | Звание Героя Советского Союза присвоено 27 февраля 1945 года  |
| 139 | Черношеин, Василий Алексеевич       | 09.08.1924    | Гвардии ефрейтор                        | Звание Героя Советского Союза присвоено 15 мая 1946 года      |
| 140 | Чистяков, Василий Михайлович        | 10.02.1908    | Капитан                                 | Звание Героя Советского Союза присвоено 20 июня 1942 года     |
| 141 | Шагалов, Анатолий Валерианович      | 15.07.1924    | Рядовой                                 | Звание Героя Советского Союза присвоено 24 марта 1945 года    |
| 142 | Шевелёв, Пётр Елизарович            | 28.05.1911    | Сержант                                 | Звание Героя Советского Союза присвоено 22 февраля 1944 года  |
| 143 | Шумилихин, Иван Михайлович          | 03.06.1914    | Подполковник                            | Звание Героя Советского Союза присвоено 1 июля 1944 года      |
| 144 | Щетинин, Николай Иванович           | 21.03.1921    | Гвардии старший лейтенант               | Звание Героя Советского Союза присвоено 15 января 1944 года   |
| 145 | Юдин, Александр Дмитриевич          | 01.09.1925    | Младший сержант                         | Звание Героя Советского Союза присвоено 17 октября 1943 года  |
| 146 | Южаков, Василий Михайлович          | 18.04.1913    | Младший лейтенант                       | Звание Героя Советского Союза присвоено 20 мая 1940 года      |
| 147 | Юнин, Иван Михайлович               | 10.10.1910    | Капитан                                 | Звание Героя Советского Союза присвоено 1 ноября 1943 года    |
| 148 | Яковлев, Николай Александрович      | 06.04.1924    | Гвардии младший сержант                 | Звание Героя Советского Союза присвоено 15 января 1944 года   |